# Iwaczków (stacja kolejowa)
Iwaczków (ukr. Івачкове, ros. Ивачково) – stacja kolejowa pomiędzy miejscowościami Iwaczków a Ukrajinka (dawniej Korostowa), w rejonie rówieńskim, w obwodzie rówieńskim, na Ukrainie.
W XIX w. powstał tu przystanek. Przed II wojną światową zamieniony na stację kolejową